# Thomas Bopp (astronom)
Thomas Bopp, ameriški ljubiteljski astronom in vodja v tovarni materialov za konstrukcije, * 1949, Denver, Kolorado, ZDA, † 6. januar 2018.
Bopp se je rodil v Denverju, Kolorado, ZDA. Pozneje se je preselil z družino v Youngstone, Ohio, ZDA, kjer je končal Visoko šolo Chaney v letu 1967. Obiskoval je Državno univerzo Youngstone v Ohiu. Od leta 1980 je živel v mestu Phoenix v Arizoni.
Najbolj je znan kot soodkritelj Kometa Hale-Bopp v letu 1995.
Po njem se imenuje asteroid notranjega glavnega pasu 7086 Bopp.